# Gustav Röseler
Gustav Röseler (* 25. Januar 1880 in Grimmen; † nach 1948) war ein deutscher Ingenieur und Politiker (CDU).

## Leben
Gustav Röseler wurde nach dem Besuch der Volksschule zum Bau- und Maschinenschlosser ausgebildet. Nach mehrjähriger Praxis erwarb er an einer höheren technischen Lehranstalt die mittlere Reife.  Er arbeitete als Konstrukteur und Betriebsingenieur.  Nachdem er das Abitur abgelegt hatte, absolvierte er die Technische Hochschule Charlottenburg als Diplom-Ingenieur.  Danach war er als Oberingenieur und Firmenleiter im Rheinland tätig.  Er machte sich 1927 als beratender Ingenieur und Sachverständiger der Industrie- und Handelskammer selbständig.  Daneben war er von 1939 bis 1945 an der Berufsschule Köln-Berg als Gewerbeoberlehrer tätig.  Nachdem er in Köln mehrfach ausgebombt worden war, lebte er seit Anfang 1945 in Grimmen.
Vor der Zeit des Nationalsozialismus gehörte Röseler der Freisinnigen Volkspartei an. 1945 bis 1949 war er Vorsitzender der CDU in der Stadt und dem Kreis Grimmen (ab 1950 Hermann Freimuth).  Ab Oktober 1946 gehörte er dem Landtag Mecklenburg-Vorpommern an. Röseler übernahm 1948 als erster Vertrauensmann des Volkes die Leitung der Grimmener Ziegelei, die ab 1946 als "VEB Ziegel-Tonwerk Grimmen" firmierte. Nach der Flucht Werner Jöhrens nach West-Berlin wurde er im Dezember 1948 Fraktionsvorsitzender seiner Partei.